# 太陽能物料與太陽能電池
《太陽能物料與太陽能電池》（Solar Energy Materials and Solar Cells）是一份1968年起發行的學術期刊。該每期刊每月出版一次，內容涵蓋太陽能的物料和太陽能電池。目前，期刊的主編是C. M. Lampert。據2012年的期刊引證報告指，《太陽能物料與太陽能電池》的影響因子為4.630。

## 資料來源
1. ↑  .   [2014-04-19]. （原始内容存档于2014-04-20）.

## 外部連結
- 官方网站